# Gare d'Uzumasa
La gare d'Uzumasa (太秦駅, Uzumasa-eki) est une gare ferroviaire située à Kyoto au Japon, située sur la ligne Sagano. La gare est exploitée par la compagnie JR West. Elle porte le nom du secteur d'Uzumasa (ja), dans lequel elle se situe.

## Situation ferroviaire
La gare d'Uzumasa est située au point kilométrique (PK) 8,6 de la ligne principale San'in (appelée à cet endroit ligne Sagano). Elle se trouve dans le quartier Uzumasa Kaminodan-chō (太秦上ノ段町).

## Histoire

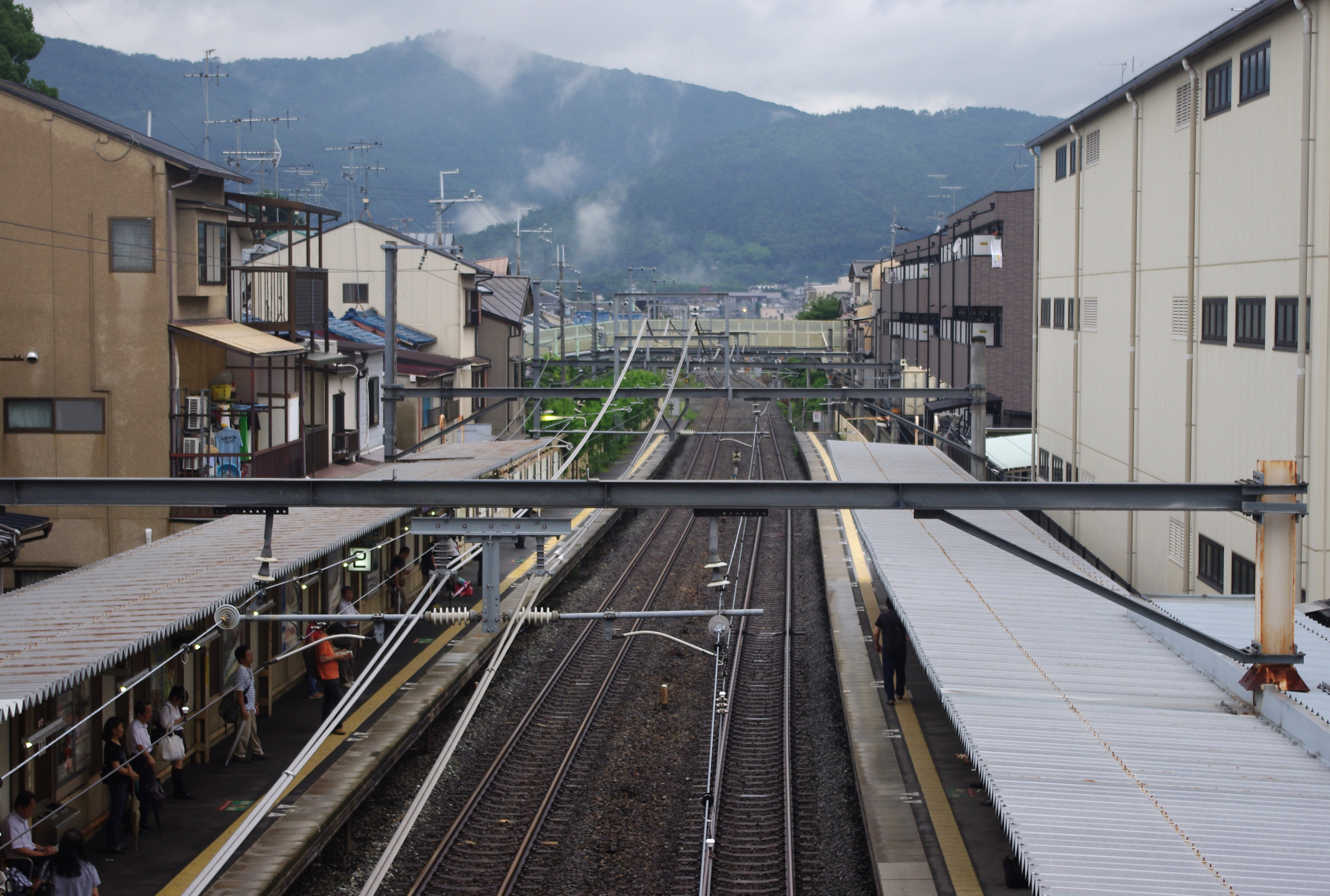
Quais de la gare d'Uzumasa.

La gare d'Uzumasa est ouverte entre les gares de Hanazono et de Saga sur la ligne Sagano,. Le 1er novembre 1992, le service de guichet Midori no Madoguchi (ja) entre en fonction à la gare d'Uzumasa. Le 7 septembre 1998, les guichets de vente automatiques font leur apparition dans la gare. À partir du 1er novembre 2003, les cartes à puce du service ICOCA sont utilisables à la gare d'Uzumasa. Le 19 mars 2007, pour éviter la confusion dû à la gare d'Uzumasa de la JR, la station du tramway de Kyoto portant le même nom est renommée en « Uzumasa-Kōryūji (en) ». Le 7 mars 2010, la section de la ligne Sagano entre les gares de Saga-Arashiyama et de Hanazono est rouverte à double voie et les installations de changement de voie sont démantelées. Le 15 avril 2015, des installations accessibles, incluant des ascenseurs, des passerelles et des signaux à base DEL, sont mises en place à la gare d'Uzumasa. L'inauguration des services accessibles a eu lieu en présence de l'acteur Seizō Fukumoto. Le 17 mars 2018, un système de numérotage des stations de la ligne Sagano est introduit et le code « JR-E07 » y est assigné,. Le service de guichet Midori no Madoguchi est supprimé le 25 février 2022 et est remplacé le lendemain par le service Midori no Kenbaiki Plus (みどりの券売機プラス).
La gare apparaît notamment dans le jeu vidéo d'arcade Densha de Go!, mais l'époque dans laquelle se déroule le jeu précède l'ouverture de la gare.

## Service des voyageurs

### Accueil
La gare dispose d'un bâtiment voyageurs construit au niveau du sol au nord des voies, derrière lequel se trouve les deux quais, une au nord et l'autre au sud des voies,. Les quais mesurent 218 mètres de long. Depuis 2015, les quais sont accessibles par deux ascenseurs et des rampes d'accès, pour rejoindre la passerelle menant aux quais,. Avant 2015, seul un escalier permettait d'accéder aux quais. Trois entrées permettent de rejoindre la station et l'entrée ouest est reliée à une parking à bicyclettes. Les guichets se trouvent dans le bâtiment voyageurs et sont ouverts de 5h30 à 23h00. Les employés ne sont pas présents du premier train jusqu'à 6h30, de 12h00 à 13h00, de 15h00 à 16h35, de 19h30 à 20h30 et de 21h00 à 23h00. On trouve aussi des toilettes publiques,.
Au nord se trouve un rond-point permettant l'embarquement dans des voitures.

### Desserte
La gare comprend deux quais de part et d'autre des voies, dont les deux voies sont disposées de la façon suivante :
- Ligne Sagano
  - Quai 1
    - voie 1 : direction Kyoto

  - Quai 2
    - voie 2 : direction Kameoka, Sonobe et Fukuchiyama

### Gares adjacentes
| «        |  | Service                      |  | »               |
| -------- |  | ---------------------------- |  | --------------- |
| Hanazono |  | Ligne Sagano (service local) |  | Saga-Arashiyama |

### Intermodalité
Les autobus du réseau d'autobus de Kyoto (ja) ne desservent pas la gare. L'arrêt le plus proche est celui de « Katabiranotsuji » (帷子ノ辻), adossé à la station de tramway, et desservi par la ligne 11.
L'arrêt le plus proche de la société privée Kyoto Bus (ja) est aussi à Katabiranotsuji, desservi par les lignes 62, 63, 65, 66, 72, 73, 75, 76 et 83.
La gare est située à 300 mètres au nord-est de la station Katabiranotsuji (en) du tramway de Kyoto, et plusieurs personnes transfèrent à la gare d'Uzumasa pour emprunter la ligne Kitano du tramway de Kitano pour se rendre à l'université de Ritsumeikan ou au sanctuaire Kitano Tenman-gū. Le 1er avril 2016, Keifuku Electric Railroad, la société exploitant le tramway de Kyoto, ouvre une nouvelle station, celle de Satsueisho-mae (ja), à seulement 240 mètres de la gare d'Uzumasa, et devient ainsi de plus en plus empruntée au lieu de la station Katabiranotsuji.

## Dans les environs
La gare se trouve à environ 500 mètres au nord-ouest du temple bouddhiste Kōryū-ji, des studios Tōei de Kyoto (ja), ainsi que du Toei Kyoto Studio Park. Les visiteurs du Toei Kyoto Studio Park s'y rendaient auparavant depuis la gare de Hanazono, mais depuis la rénovation du parc en septembre 2011, une nouvelle entrée a été ouverte à l'ouest du parc, permettant de s'y rendre depuis la gare d'Uzumasa. D'autres lieux d'intérêts proches incluent le sanctuaire shinto Kurumazaki-jinja (ja) (車折神社), à 1 000 mètres à l'ouest.